# Hydaticus testudinarius
Hydaticus testudinarius är en skalbaggsart som beskrevs av Régimbart 1895. Hydaticus testudinarius ingår i släktet Hydaticus och familjen dykare. Inga underarter finns listade i Catalogue of Life.